# Estação Eldorado (Metrô de Belo Horizonte)
Eldorado é uma das estações terminais da Linha 1 do Metrô de Belo Horizonte. 
Localizada no município de Contagem, na Região Metropolitana de Belo Horizonte, é, no momento, a única estação situada fora do perímetro da capital mineira, além de ser a estação mais movimentada do sistema com aproximadamente 934.000 usuários por mês.
Foi o primeiro terminal de integração entre linhas de Ônibus e Metrô e atualmente a estação é conectada à 9 cidades da Grande BH por meio de linhas alimentadoras de ônibus municipais e intermunicipais.
A estação teve um breve período entre 1986 e 1987 durante o qual funcionou como um ponto de transferência para os serviços de metrô e trem. Essa operação dual acabou em 1987, quando o serviço de trens suburbanos entre Betim e Eldorado foi encerrado a pedido da RFFSA. Essa mudança fez com que os passageiros passassem a utilizar um serviço de ônibus integrado que foi estabelecido na Estação Eldorado, substituindo assim a conexão ferroviária anterior.

## Arredores
Arena MRV - 1,2 km
Big Shopping - 2,8 km

Praça da CEMIG - 3,5 km